# 平尾昌晃
平尾昌晃（1937年12月24日—2017年7月21日），日本作曲家，亦有歌手经历，曾任日本作曲家協會常務理事及日本音樂版權協會（JASRAC）理事，並開設個人的音樂學校。2003年獲頒紫綬褒章。
平尾昌晃在1970年代譜出不少廣為人知的作品，包括《瀨戶的新娘》、《夜空》、《美國橋》、動畫《銀河鐵道999》中的主題曲及插曲等，亦令相關歌手奪得日本有線大獎、日本唱片大獎等殊榮。
自2006年起至2016年，一直擔任每年NHK紅白歌合戰中節目結束前的齊唱歌曲《螢之光》（採用《友誼萬歲》曲調）的總指揮職務。

## 履歷
平尾昌晃出身於東京都牛込區—即現時的新宿區，出世時的名稱為「平尾勇」。二戰後舉家由東京都遷往神奈川縣湘南地區定居，並入讀湘南學園及慶應義塾高等學校，但他卻中途由慶應義塾退學，並加入了一隊流行樂隊「Chuck Wagon Boys」（後來因有成員離隊，樂隊改名為「Allstars Wagon」）。
1957年，於一次爵士樂茶室的表演中，被經紀公司負責人渡邊美佐及電影監製井上梅次所發掘，及後被安排於石原裕次郎的電影《喚風者》中首次出演。1958年與國王唱片簽約，推出首隻單曲《Little Darling》（リトル・ダーリン）及首隻熱門歌曲《Miyu君》（ミヨチャン），正式作歌手及演員雙線發展。